# Богородичина црква у Ковачеву
Богородичина црква у Ковачеву изгађена је крајем XV или почетком XVI века.  Заштићена је као споменик културе од 1972. године. 

## Изглед
Богородичина црква је у основи правоугаоног облика са полукружном апсидом у ширини наоса. Једнобродна грађевина је делимично укопана и зидана је крупним и правилно притесаним каменом. Камени блокови који се налазе око врата и прозорских отвора су детаљније обрађени. Мала и плитка ниша се налази изнад улаза и завршава се преломљеним исламским луком. Вишеструко профилисан правоугаони оквир обухвата улазна врата и нишу. Такође, црква садржи и споредни улаз који се налази у висини западног травеја на јужном зиду. Уз јужни зид налази се једна просторија величине наоса која је цркви накнадно придодата техником сухозида. Северни, јужни и источни зид имају по један прозорски отвор мањих димензија, правоугаоног облика. Кров је двосливни и покривен је плочама од студеничког мермера. Наос је засведен полуоблим сводом који се ослања на профилисани венац. Квадери неједнаке величине граде под цркве.

## Обнова
Црква је обновљена 1993. године. Радове су водили архитекта С. Ђорђевић и архитектонски техничар Н. Пајовић.